# Kristján Eldjárn
Kristján Eldjárn Þórarínsson (Tjörn í Svarfaðardal, Islandia, 6 de diciembre de 1916 - Reikiavik, Islandia, 14 de septiembre de 1982) fue el tercer Presidente de la República de Islandia entre 1968 y 1980.
Hijo de Þórarinn Kr. Eldjárn (granjero y profesor en Tjörn) y Sigrún Sigurhjartadóttir se licenció en Arqueología por la Universidad de Copenhague, Dinamarca, y fue profesor de islandés en la Universidad de Islandia. En 1957 obtuvo el doctorado con un estudio sobre enterramientos paganos en Islandia.
Tras convertirse en el director del Museo Nacional, se presentó a las elecciones presidenciales en 1968 frente al favorito, el embajador Gunnar Thoroddsen (que contaba en su momento con un 70% de la intención de voto). Finalmente, Edjárn ganó con un 65,5% de los votos. Volvió a ser reelegido en 1972 y en 1976. Fue el último presidente en tener sus oficinas en el Alþingishúsið, de donde se trasladó en 1973.
Estuvo casado con Halldóra Ingólfsdóttir.